# Manu Bueno
Manu Bueno, né le 27 juillet 2004 à Jerez de la Frontera en Espagne, est un footballeur espagnol qui évolue au poste de milieu central au Séville FC.

## Biographie

### En club
Né à Jerez de la Frontera en Espagne, Manu Bueno commence le football à l'AD Marianistas Jerez avant d'être formé par le Séville FC. Le 16 mai 2023 il signe un nouveau contrat professionnel avec son club formateur, valable jusqu'en juin 2026.
Il joue son premier match en équipe première le 27 mai 2023, lors d'une rencontre de Liga face au Real Madrid. Il est titularisé lors de cette rencontre perdue par son équipe sur le score de trois buts à deux,.
Le 14 décembre 2024, Bueno inscrit son premier but pour l'équipe première de Séville, lors d'une rencontre de Liga face au Celta de Vigo. Titularisé ce jour-là, il donne la victoire à son équipe en étant l'unique buteur de la partie,.

### En sélection
En mai 2021, Manu Bueno est convoqué pour la première fois avec l'équipe d'Espagne des moins de 17 ans.